# Familia Krupensky
Familia Krupensky de origine poloneză s-a așezat în Moldova în secolul al XVII-lea și a avut ca reprezentant, în a cincea generație de boieri, pe vornicul Iordache Lupu, decedat în 1813. Vice-guvernatorul Basarbiei, Matei Krupensky și fratele său, Teodor Krupensky, mai cunoscut sub numele de Todorașcu, erau feciorii vornicului Iordache.